# ستيفن ألزاتي
ستيفن ألزاتي (بالإنجليزية: Steven Alzate)‏ (مواليد 8 سبتمبر 1998) هو لاعب كرة قدم كولومبي ولد في بريطانيا يلعب في مركز خط الوسط في نادي برايتون أند هوف ألبيون.

## روابط خارجية
- ستيفن ألزاتي على موقع قاعدة بيانات كرة القدم.إي يو (الإنجليزية)
- ستيفن ألزاتي على موقع ناشيونال فوتبول تيمز (الإنجليزية)
- ستيفن ألزاتي على موقع Soccerbase.com (لاعب) (الإنجليزية)
- ستيفن ألزاتي على موقع Soccerway.com (الإنجليزية)
- ستيفن ألزاتي على موقع عالم كرة القدم.نت (الإنجليزية)